# Camera d'ambra
La Camera d'ambra (in russo Янтарная комната?, Jantarnaja komnata; in tedesco Bernsteinzimmer) è una stanza che costituisce la maggiore attrattiva del palazzo di Caterina a Carskoe Selo. È una stanza di circa 55 metri quadrati le cui pareti sono completamente rivestite da pannelli decorati con ben sei tonnellate d'ambra, oltre a foglie d'oro e specchi.
Creata originariamente in Prussia e donata poi agli alleati russi, la Camera d'ambra sparì durante la seconda guerra mondiale ed è stata ricostruita nel 2003. Per la sua singolare bellezza è stata spesso definita l'ottava "meraviglia del mondo".

## Storia

### Creazione
La Bernsteinzimmer fu creata fra il 1701 e il 1709 per il Castello di Charlottenburg a Berlino, allora in Prussia. Fu concepita dall'architetto e scultore Andreas Schlüter. Venne realizzata ricoprendo le pareti interamente di ambra; fu chiamata più tardi l'ottava meraviglia del mondo (achte Weltwunder). L'incisore danese Gottfried Wolffram fu scelto su indicazione di Federico IV di Danimarca. Nel 1706 furono incaricati delle decorazioni i mastri incisori di Danzica Ernst Schacht e Gottfried Turau, dato il prezzo ritenuto troppo elevato richiesto da Wolffram. Nel 1712 il compimento dell'opera fu accantonato, probabilmente solo dopo la morte di Federico I, e fu sistemata in una saletta presso la Weißen Saal del Castello di Berlino.
Nel 1716 fu donata dal re di Prussia Federico Guglielmo I al suo alleato, lo zar Pietro il Grande; la figlia di Pietro, la zarina Elisabetta, fece installare la Camera prima nel Palazzo d'Inverno a San Pietroburgo e successivamente nel Palazzo di Caterina a Carskoe Selo. L'architetto italiano Bartolomeo Rastrelli aggiunse alcuni finti pilastri e cornicioni dorati al fine di renderla più fastosa.

### Durante la seconda guerra mondiale
Nel settembre 1941 il palazzo di Caterina fu confiscato dalla Wehrmacht e adibito a residenza. L'amministrazione sovietica non era riuscita ad asportare i pannelli, che furono però nell'emergenza incollati e coperti con carta da parati per evitare scheggiature. Dal 18 ottobre 1941 la Camera d'ambra fu smontata dai nazisti in 36 ore, collocata in 28 casse e spedita a Königsberg, dove si trovava la collezione di Federico II di Prussia. Il 13 novembre 1941 il giornale Königsberger Allgemeine Zeitung diede informazioni dettagliate sull'esposizione di una parte della Camera d'ambra nel castello di Königsberg. Comparve poi un articolo nella rivista Pantheon, le cui immagini mostravano che mancava un mosaico fiorentino. I tedeschi avevano organizzato un gruppo speciale incaricato di recuperare e trasportare in Germania tutte le opere d’arte che riuscivano a trovare nelle zone occupate. Il gruppo di militari incaricato di asportare dalla Casa di Caterina l’intera Sala D’Ambra, mentre stava effettuando il trasporto delle casse dell’intero rivestimento in ambra, si accorse che era inseguito da un battaglione dell’Armata Rossa. Non essendo in grado di sfuggire, nascosero tutto molto bene e cercarono di difendersi per poi tornare a recuperare il tutto. Una volta sconfitti, il colonnello tedesco chiese di parlare con il comandante del battaglione russo che lo ricevette, probabilmente per avere informazioni sul nemico. Quando senti che questi, in cambio della sua salvezza e di quella dei pochi prigionieri, era disponibile a svelare il luogo in cui erano state nascoste le casse d’ambra, forse non capendo di che si trattava, li fucilò tutti. 
Dopo un incendio nel 1944 i pannelli furono smontati e probabilmente riposti in casse nei sotterranei del maniero. Durante due attacchi aerei britannici alla fine di agosto del 1944 furono danneggiati, sembra, solo i sei riquadri dello zoccolo.

### Scomparsa e ricostruzione
La Camera scomparve misteriosamente alla fine del conflitto e non se ne seppe più nulla fatta eccezione per alcuni frammenti ritrovati in varie parti del mondo presso collezionisti privati. Un comò e un mosaico furono scoperti in Germania nel 1997: il mosaico, nel 1996 nella Germania settentrionale, era stato offerto sul "mercato grigio dell'arte" per 2,5 milioni di dollari, ma prima che la vendita avesse luogo, il pezzo fu sequestrato dalla polizia di Brema. Qualche tempo dopo si è saputo il nome della proprietaria del comò a Berlino. I pezzi, considerati gli ultimi originali rimasti, sono stati consegnati dal governo tedesco alla Russia.
Nel 1979 il governo sovietico ha dato l'incarico di ricostruire la Camera basandosi su disegni e fotografie in bianco e nero dell'originale e sull'unica foto a colori disponibile. Dopo un'interruzione dovuta a problemi economici, i lavori sono stati conclusi nel 2003 grazie a una donazione di 3,5 milioni di dollari da parte della società tedesca Ruhrgas (gruppo E.ON). Nel quadro delle celebrazioni per il trecentesimo anniversario della fondazione di San Pietroburgo, il 31 maggio 2003 la Camera ricostruita è stata inaugurata alla presenza del cancelliere Gerhard Schröder e di Vladimir Putin.

## Galleria d'immagini

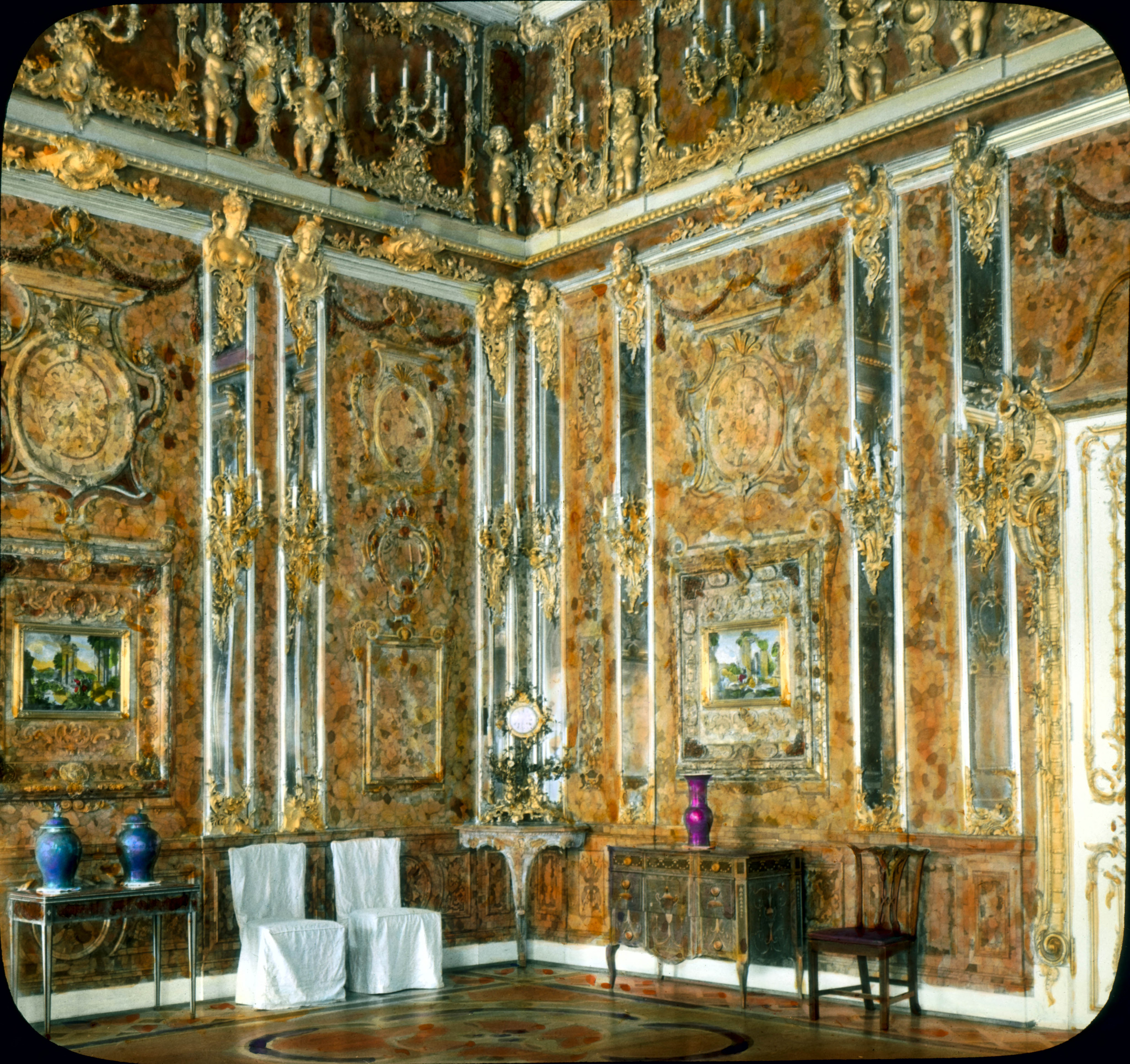
Nel 1931
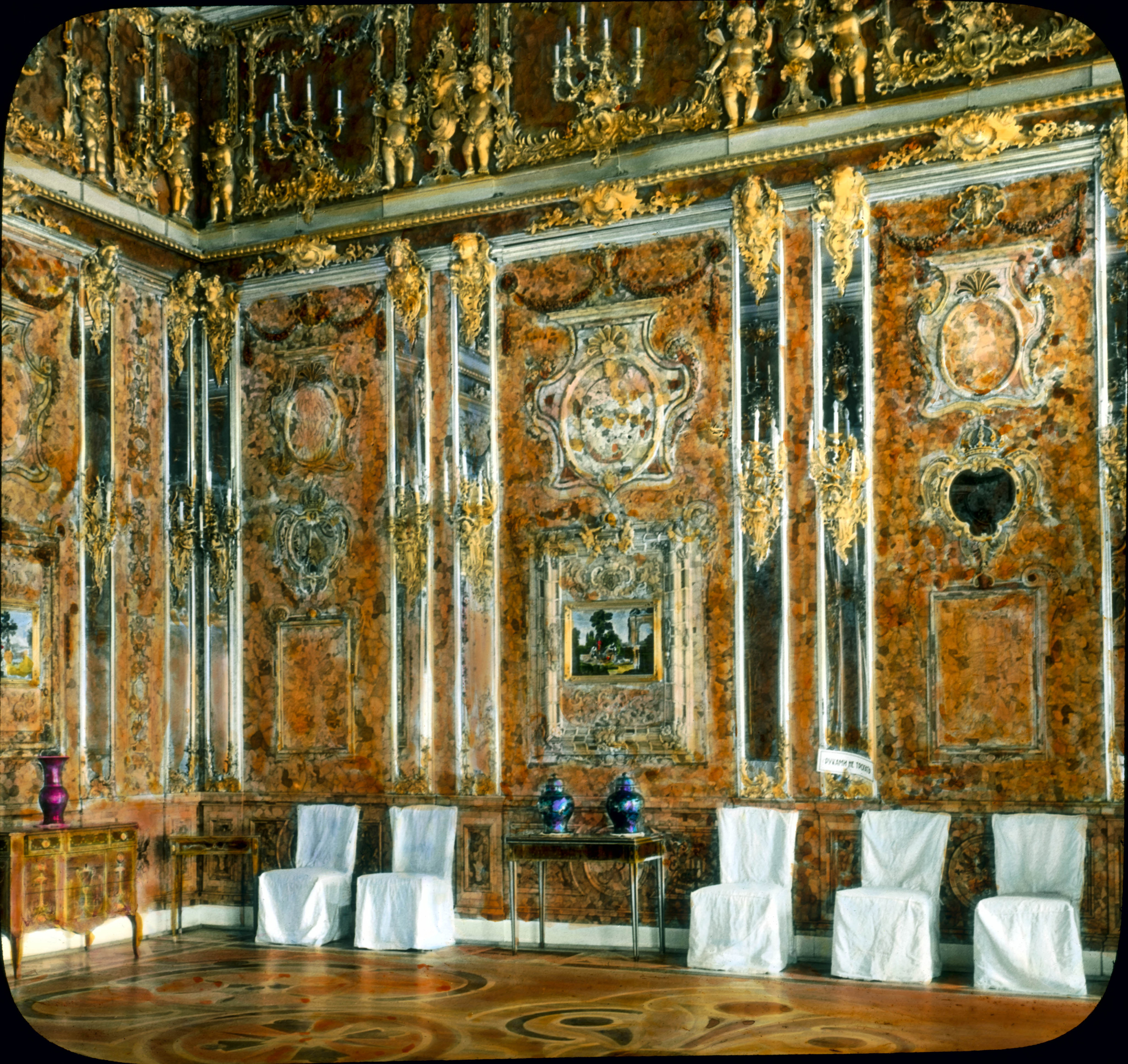
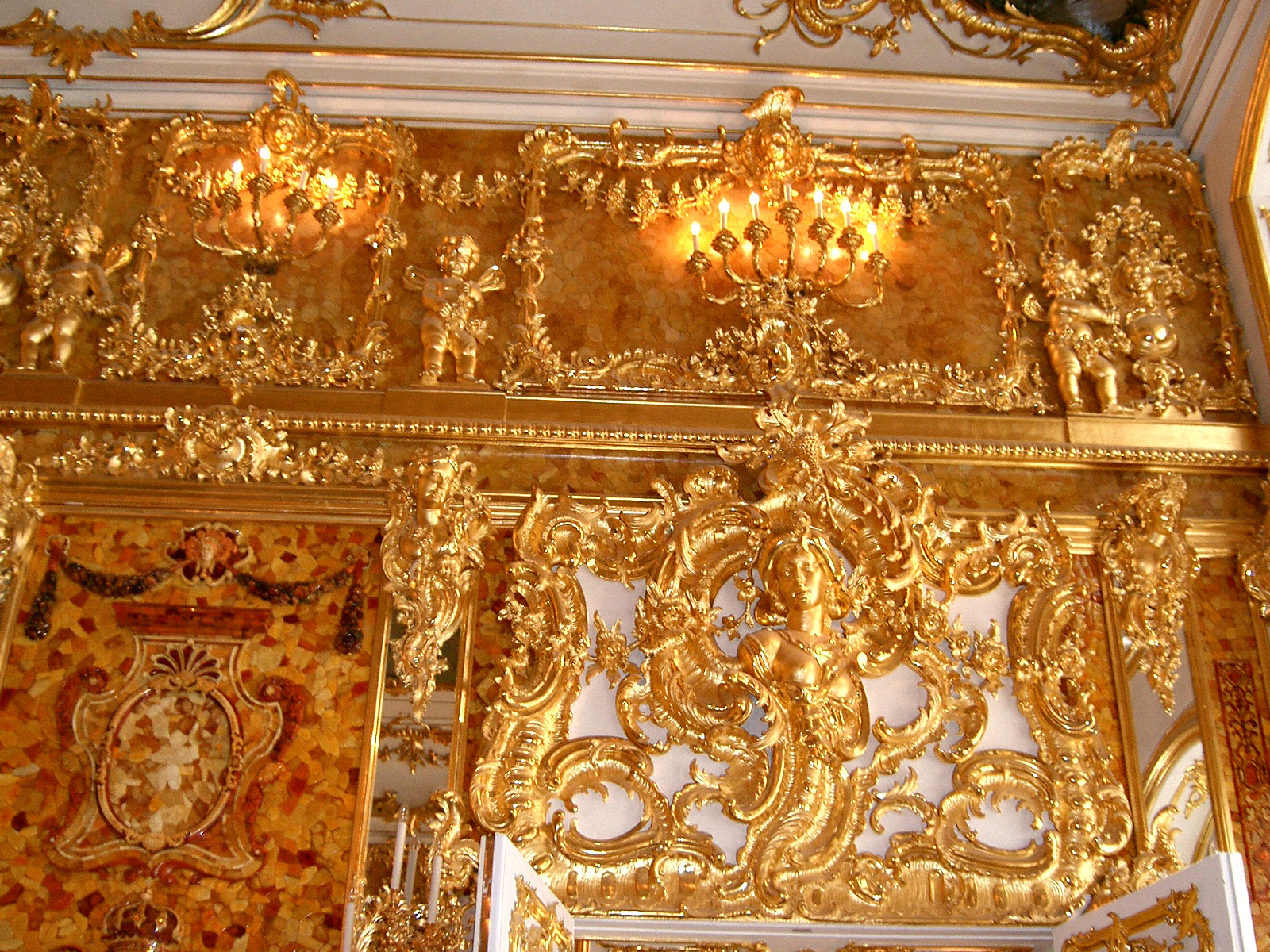
La ricostruzione odierna
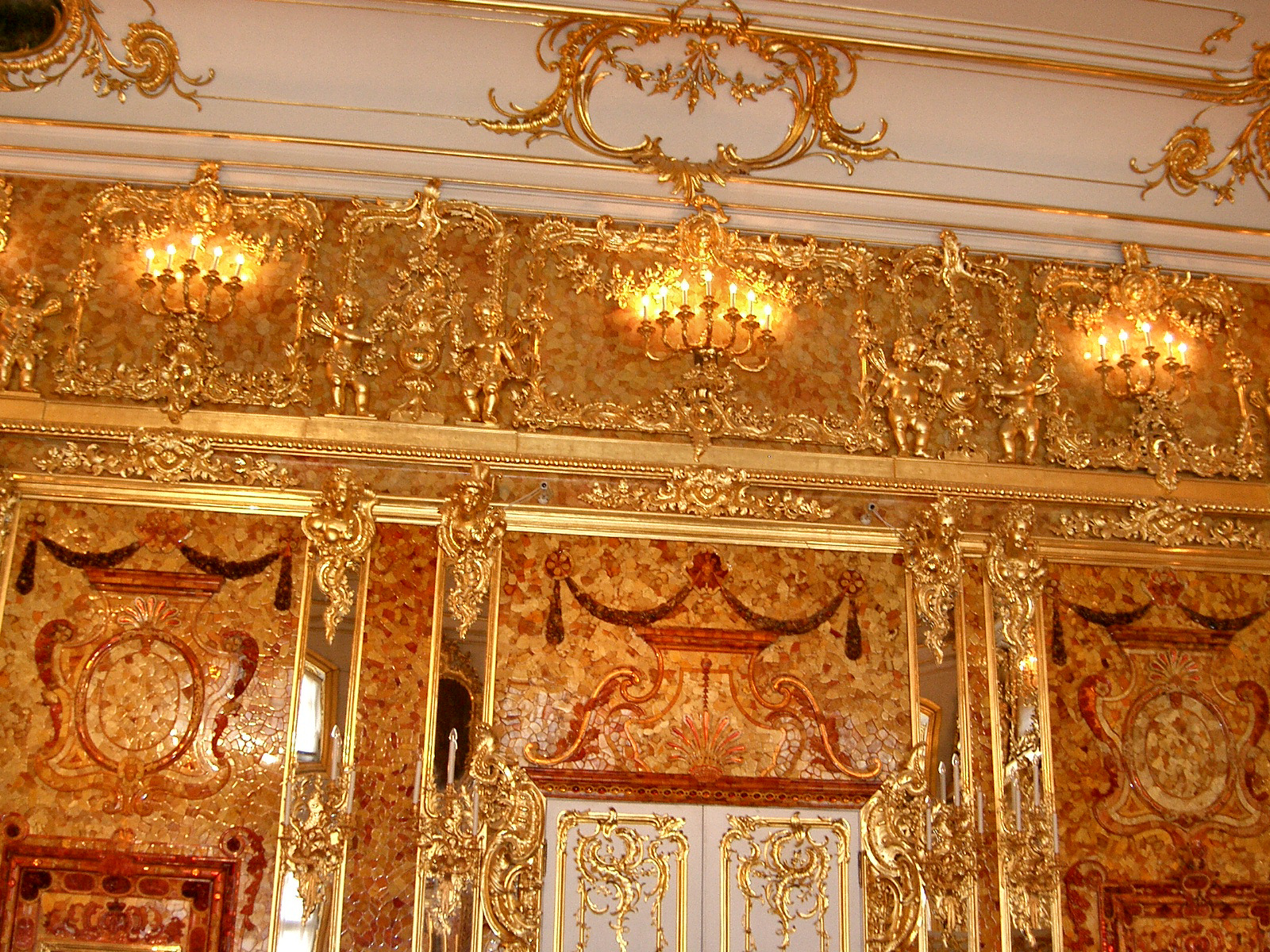
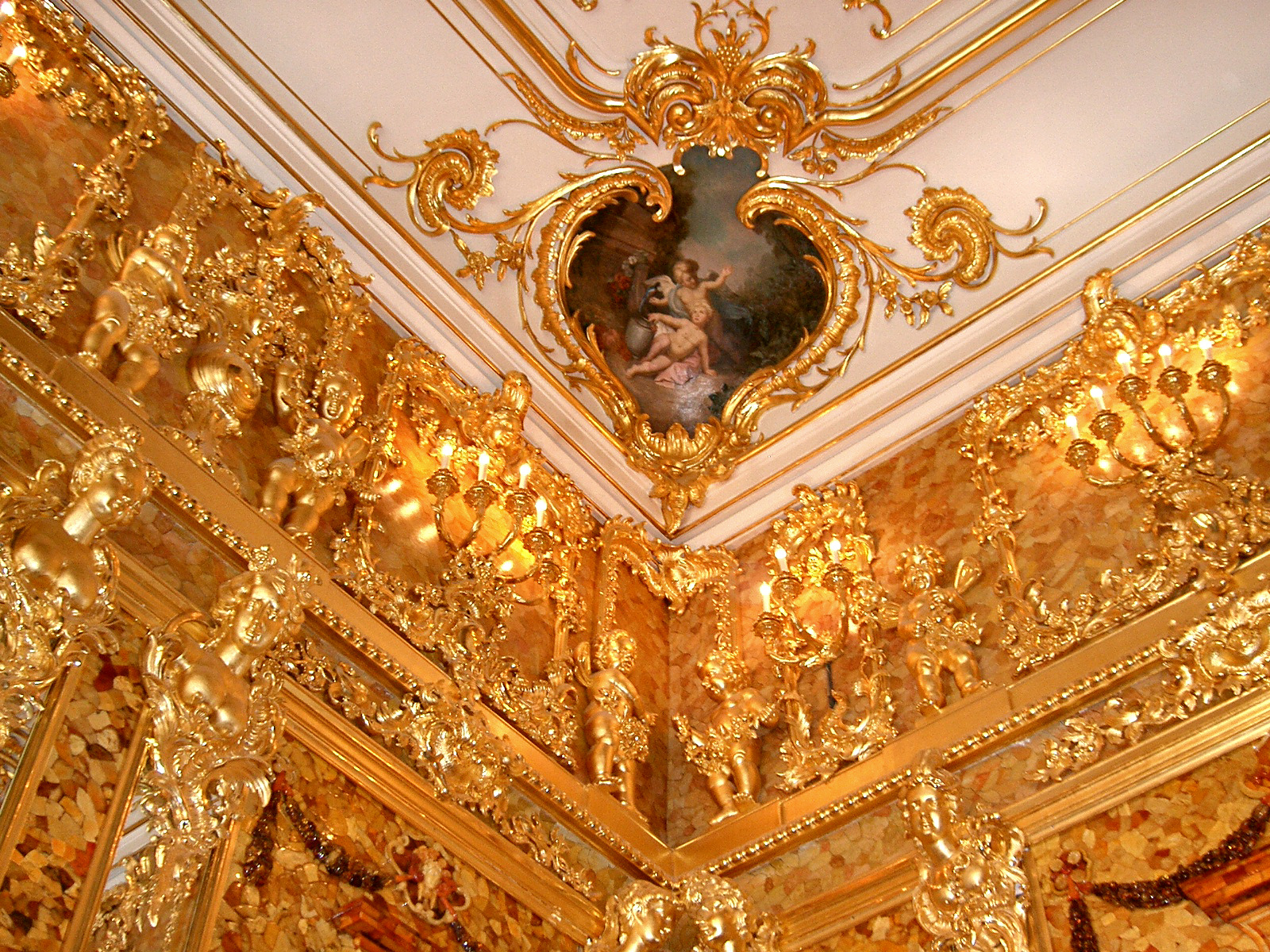